# La Perle des Borgia
Série des films avec Basil Rathbone dans le rôle de Sherlock Holmes
La Griffe sanglante
(1944)  La Maison de la peur
(1945)
Pour plus de détails, voir Fiche technique et Distribution.
La Perle des Borgia (The Pearl of Death) est un film américain sorti en 1944, réalisé par Roy William Neill.
Il s’agit du neuvième film avec Basil Rathbone et Nigel Bruce dans les rôles respectifs de Sherlock Holmes et du docteur Watson.
Le scénario est librement inspiré de la nouvelle Les Six Napoléons publiée par Conan Doyle en 1904.

## Synopsis
À bord d'un navire en direction de Douvres, James Goodram du Royal Regent Museum est attiré hors de sa cabine par une jeune femme, Naomi Drake, qui parvient à voler la précieuse perle des Borgia qu'il transportait dans ses affaires. La jeune femme dissimule le joyau volé à l'intérieur d'un appareil photo, et demande à un vieux clergyman de passer la douane avec la caméra. Plus tard, elle donne l'appareil à son patron, le maître criminel Giles Conover, qui découvre que la perle a été remplacée par une note de Sherlock Holmes, qui était déguisé en pasteur. De retour à Londres, Holmes remet la perle aux autorités.
La Perle des Borgia est dès lors exposée au grand public, mais Holmes et Watson s'inquiètent pour sa sécurité, Conover étant toujours en cavale. Le conservateur du musée, Francis Digby, les rassure en leur montrant fièrement le système d'alarme du musée, mais Holmes débranche trois câbles et montre que cela suffit à désactiver le système. Déguisé en ouvrier, Conover profite immédiatement de l'occasion pour prendre la perle et s'échappe par une fenêtre sans que le système de sécurité soit déclenché. Scotland Yard parvient à le capturer peu après, mais l'homme n'a plus la perle en sa possession et nie toute accusation. Par manque de preuves, il est rapidement libéré.
Quelque temps après, un homme est retrouvé assassiné chez lui, le dos brisé et le corps entouré de débris de porcelaine. Pour Holmes, un seul homme peut tuer une personne en lui brisant le dos : Hoxton Creeper, un géant difforme membre du gang de Conover, que l'on pensait mort deux ans plus tôt sur l'île du Diable. Reste à savoir pourquoi la porcelaine a été brisée. Un second meurtre semblable au premier survient peu après, puis un troisième. À chaque fois, la victime a le dos brisé et des éclats de porcelaine jonchent le sol à ses côtés. En examinant les morceaux cassés des scènes de meurtres, Holmes et Watson découvrent que les débris de porcelaine ont pour but de dissimuler dans la masse des morceaux de bustes en plâtre de Napoléon.
En reconstituant le parcours suivi par Conover lors du vol de la perle au musée, Holmes et Watson découvrent que le criminel était entré chez un plâtrier juste avant d'être capturé. George Gelder, le patron de l'atelier, leur dit qu'il travaillait sur six bustes de Napoléon ce jour-là et Holmes en déduit que Conover a caché la perle volée dans le plâtre encore humide de l'un des bustes. Le détective apprend que tous les bustes ont été vendus à un marchand d'art du nom d'Amos Hodder et se rend à la boutique de ce dernier pour le questionner. Le commerçant explique que sa nouvelle assistante a cassé deux des six bustes le jour de son arrivée, et que trois autres bustes ont été achetés par les personnes récemment assassinées à leur domicile. Holmes souhaite prévenir au plus vite le quatrième acheteur qui court un grand danger et consulte pour cela le registre des ventes de Hodder, mais le nom du client a été effacé. Holmes en déduit que la nouvelle assistante du commerçant n'est autre que Naomi Drake. En l'écoutant parler au téléphone avec Conover, Holmes obtient le nom du quatrième acheteur, le docteur Julien Boncourt.
Peu après, Conover et Creeper entrent par effraction dans la maison du médecin. Conover ordonne au docteur Boncourt de lui indiquer l'emplacement du buste qu'il possède, mais l'homme à qui il s'adresse n'est autre que Sherlock Holmes déguisé. Malgré l'effet de surprise dont bénéficie Holmes, Conover parvient à prendre le dessus après avoir éteint les lumières, met Holmes en joue et ordonne à Creeper de fouiller la maison à la recherche du buste de Napoléon. D'une voix forte, Holmes annonce que Naomi a été arrêtée pour assassinat et accuse Conover d'avoir permis cette arrestation. Creeper, qui a beaucoup d'affection pour Naomi, se tourne alors vers son patron et le tue. Le géant se dirige ensuite vers Holmes qui n'a d'autre choix que de le tuer par légitime défense. L'inspecteur Lestrade et ses hommes arrivent sur les lieux et constatent la scène. Holmes casse le dernier buste et récupère la perle des Borgia.

## Fiche technique
- Titre original : The Pearl of Death
- Titre français : La Perle des Borgia
- Réalisation : Roy William Neill
- Scénario : Bertram Millhauser
- Photographie : Virgil Miller
- Montage : Ray Snider
- Production : Universal Pictures Company, Inc.
- Pays de production :  États-Unis
- Langue : Anglais
- Format : Noir et blanc - Son Mono
- Genre : Mystère
- Durée : 68 minutes
- Date de sortie :
  - États-Unis : 25 août 1944

## Distribution
- Basil Rathbone : Sherlock Holmes
- Nigel Bruce : Dr. Watson
- Dennis Hoey : Inspecteur Lestrade
- Evelyn Ankers : Naomi Drake
- Miles Mander : Giles Conover
- Rondo Hatton : le "Creeper"
- Ian Wolfe : Amos Hodder
- Charles Francis : Francis Digby
- Mary Gordon : Mme Hudson
- Richard Nugent : Bates

Acteurs non crédités
- Colin Kenny : Garde de la sécurité